# Яшвант Рао Холкар II
Яшвант Рао Холкар II (англ. Yashwant Rao Holkar II; хинди यशवंतराव होलकर द्वितीय; 6 сентября 1908, Индаур, Британская Индия — 5 декабря 1961, Бомбей) — последний правящий махараджа княжества Индор (ныне входит в состав индийского штата Мадхья-Прадеш) в 1926—1948 годах.

## Биография
Происходил из маратхской династии Холкар. Родился 6 сентября 1908 года в городе Индоре (Индауре), столице одноименного княжества. Был единственным сыном Тукоджи Рао Холкара III (1890—1978), махараджи Индора в 1903—1926 годах. Получил прекрасное образование в двух британских частных школах (включая школу Чартерхаус в графстве Суррей), после чего закончил Оксфордский университет (колледж Крайст-Черч). 
26 февраля 1926 года отец отрёкся от престола в пользу сына. 11 марта того же года регентский совет возвёл 18-летнего юношу на престол. Индор в те годы был марионеточным государством, в котором вся власть принадлежала британским советникам, а сам махараджа предпочитал проводить большую часть времени в Европе, особенно в Великобритании и во Франции. Княжеством, под надзором британских советников, управлял кабинет министров, члены которого назначались махараджей.
В межвоенной Европе Яшвант Рао Холкар был известен, как светский денди и пламенный приверженец ар-деко. Видный представитель этого стиля, французский художник Бернар Буте де Монвель по его заказу выполнил две пары портретов самого махараджи и его супруги (махарани): в индийских одеяниях и в европейских. 
В 1930 году Яшвант Рао Холкар пригласил в своё княжество молодого немецкого архитектора Эккарта Мутезиуса (1904—1989) и заказал ему строительство резиденции: дворца, окружённого парком, в стиле ар-деко (с элементами баухауса), с соответствующей мебелью и интерьером. Дворец, получивший название Маник Баг («Сад драгоценностей»), стал единственным в своём роде в Британской Индии. В дальнейшем, в Независимой Индии он использовался для размещения различных учреждений: местной таможни и акцизного управления. Однако полностью о дворце не забыли, и в 2019 год Музее декоративного искусства Парижа состоялась выставка, посвящённая махарадже и его увлечению, где экспонировались многие предметы, происходящие из дворца.
11 августа 1947 года Яшвант Рао Холкар был вынужден согласиться на присоединение своего княжества к Независимой Индии и подписал соответствующий документ. Княжество Индор вошло в состав штата Мадхья-Бхарат (который в свою очередь, был в дальнейшем включён в состав штата Мадхья-Прадеш). Вплоть до 1956 года бывший махараджа занимал в администрации штата высокую должность второго раджпрамукха, а в дальнейшем работал индийским дипломатом при ООН. 
Скончался Яшвант Рао Холкар II в 1961 году в больнице в Мумбаи.
Махараджа был женат трижды. Первый раз — на уроженке Индора, с которой много путешествовал по Европе. После её смерти (1937) женился вторично — на американке Маргарет Лоулер из Северной Дакоты. После развода с ней (1943) женился в третий раз — вновь на американке, Юфимии «Фэй» Уотт из Лос-Анджелеса.
У него осталась дочь от первого брака, которая унаследовала статус титулярной махарани Индора, и сын от третьего брака, который также имел сына и дочь.

## Награды
- Рыцарь — великий командор ордена Индийской империи (GCIE), 1935
- Серебряная юбилейная медаль короля Георга V, 1935
- Коронационная медаль Георга VI, 1937

## Галерея

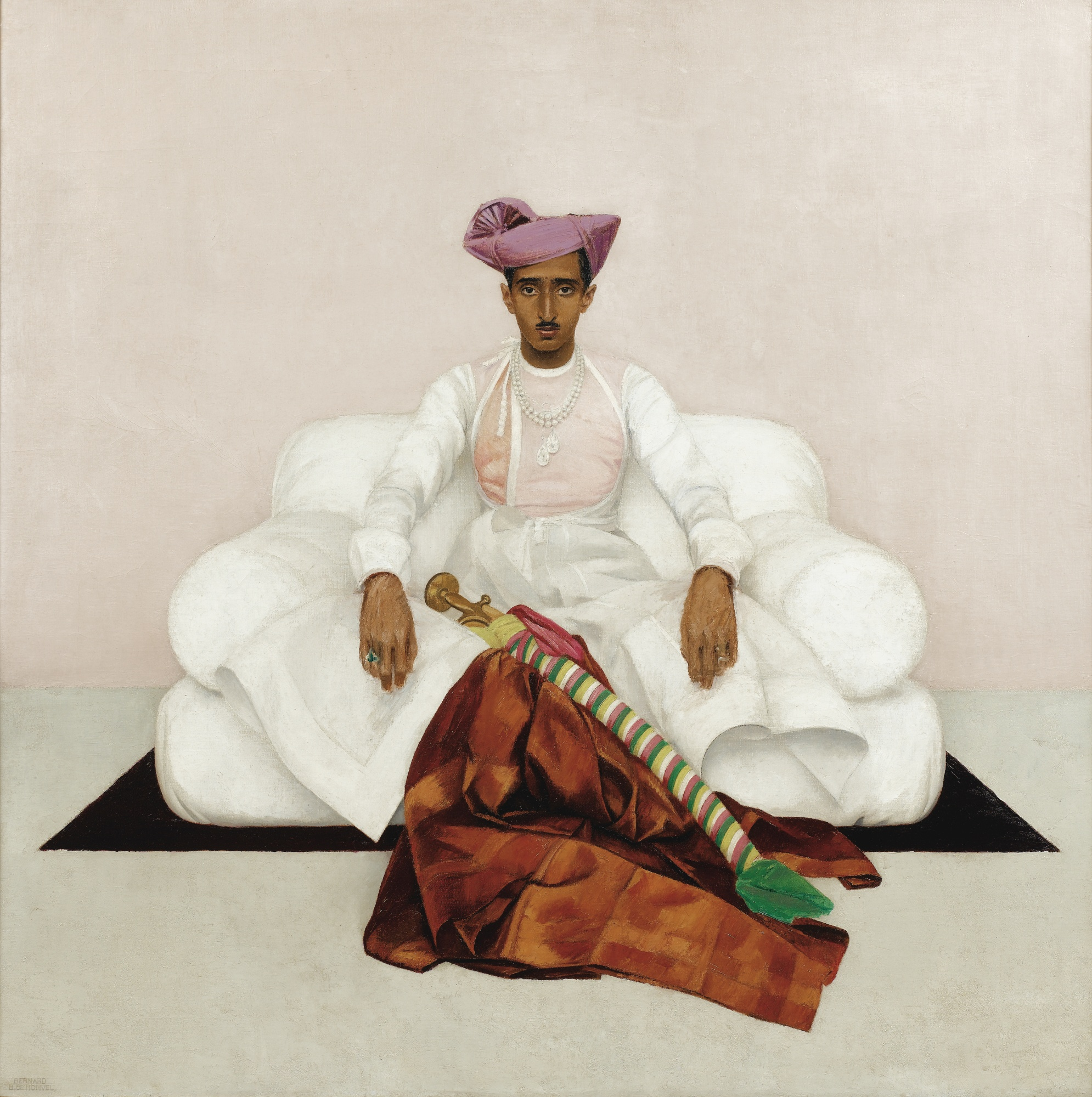
Худ. Бернар Буте де Монвель. Яшвант Рао Холкар II в индийской одежде
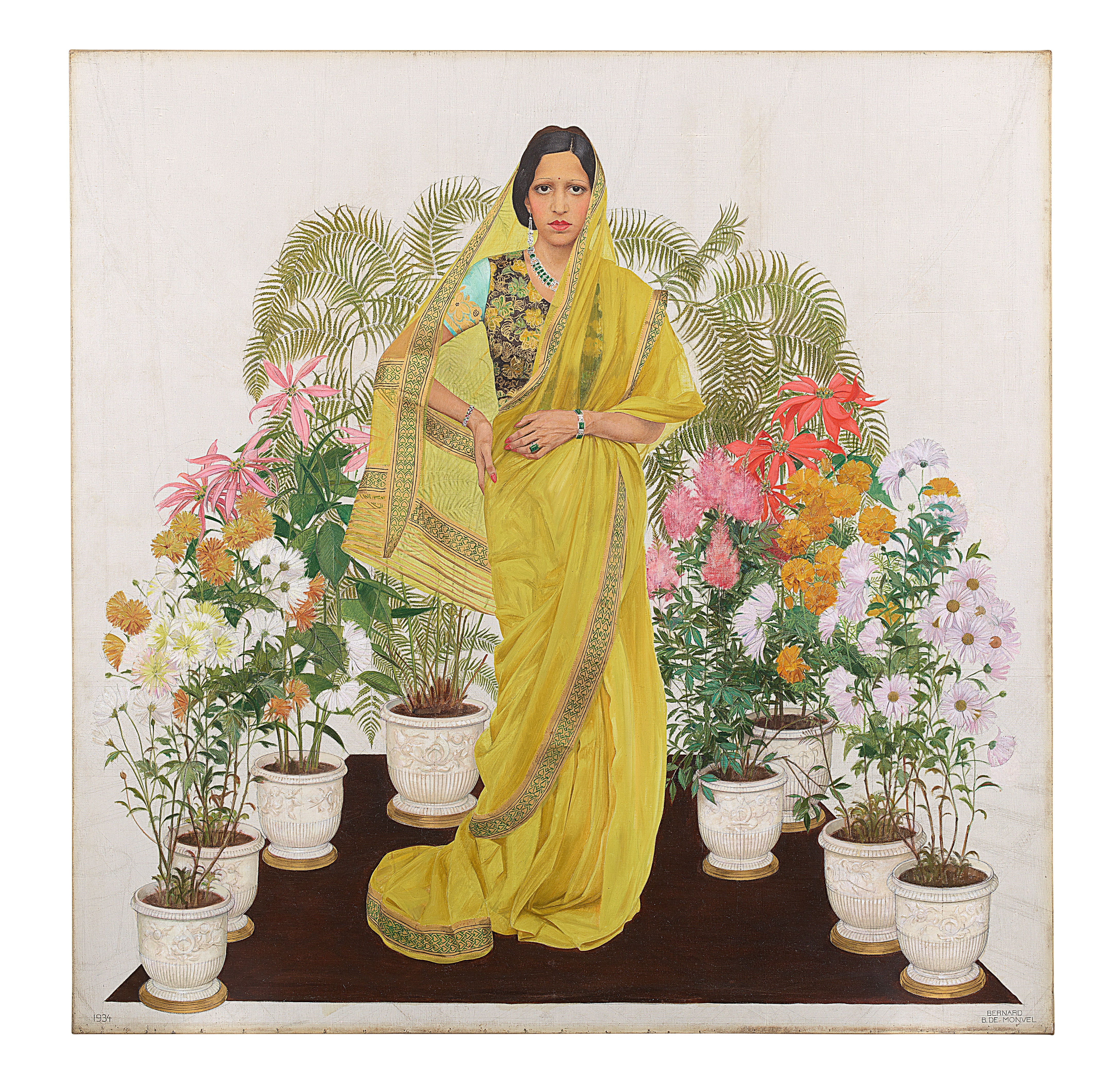
Худ. Бернар Буте де Монвель. Махарани Индора, супруга махараджи. Портрет, парный к предыдущему
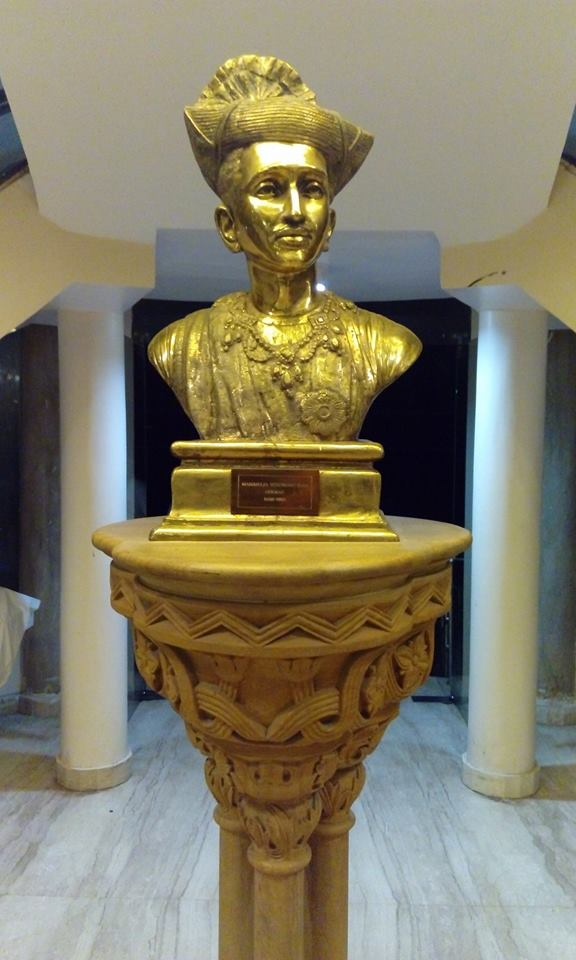
Бюст махараджи
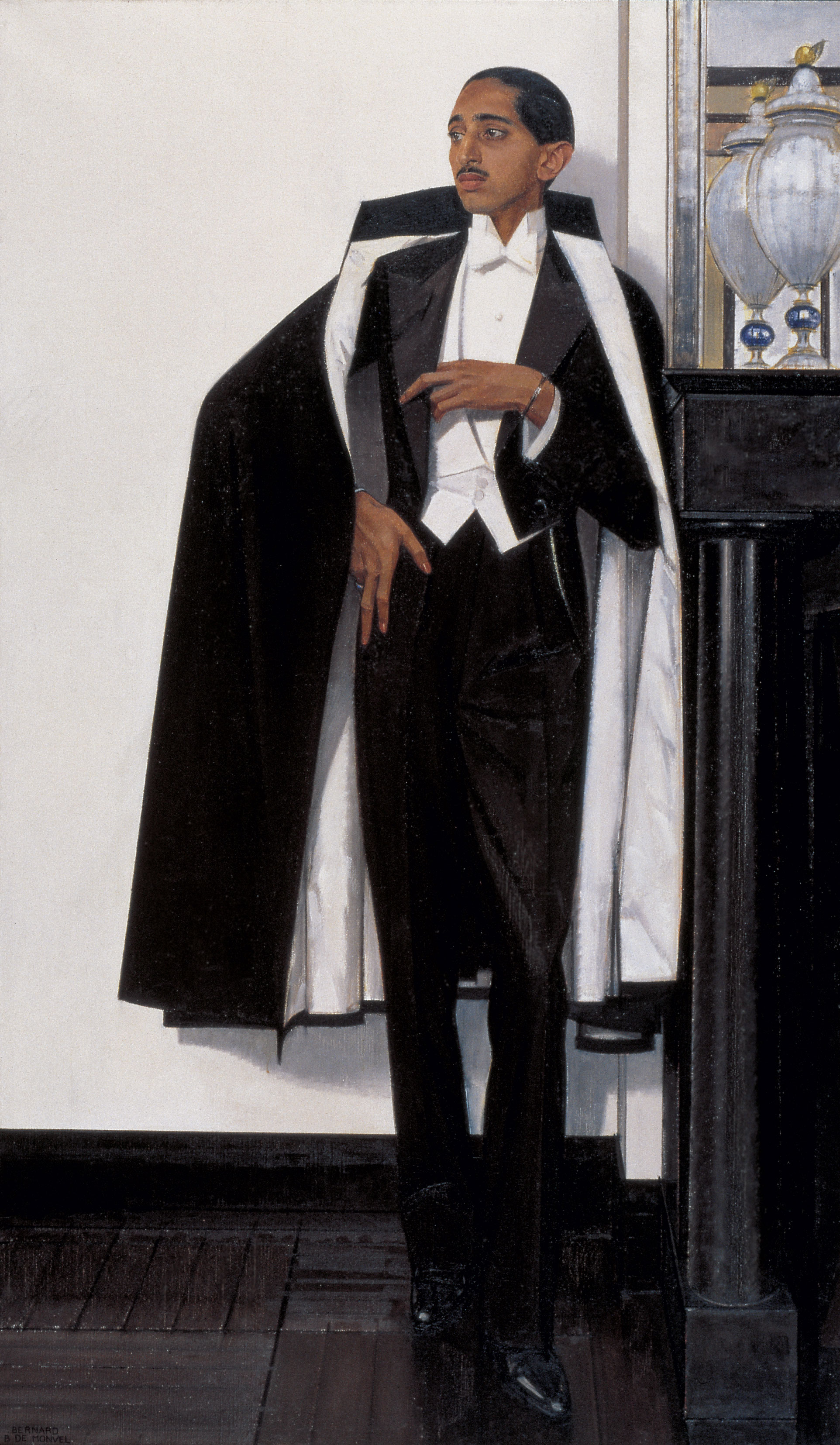
Худ. Бернар Буте де Монвель. Яшвант Рао Холкар II  в европейской одежде
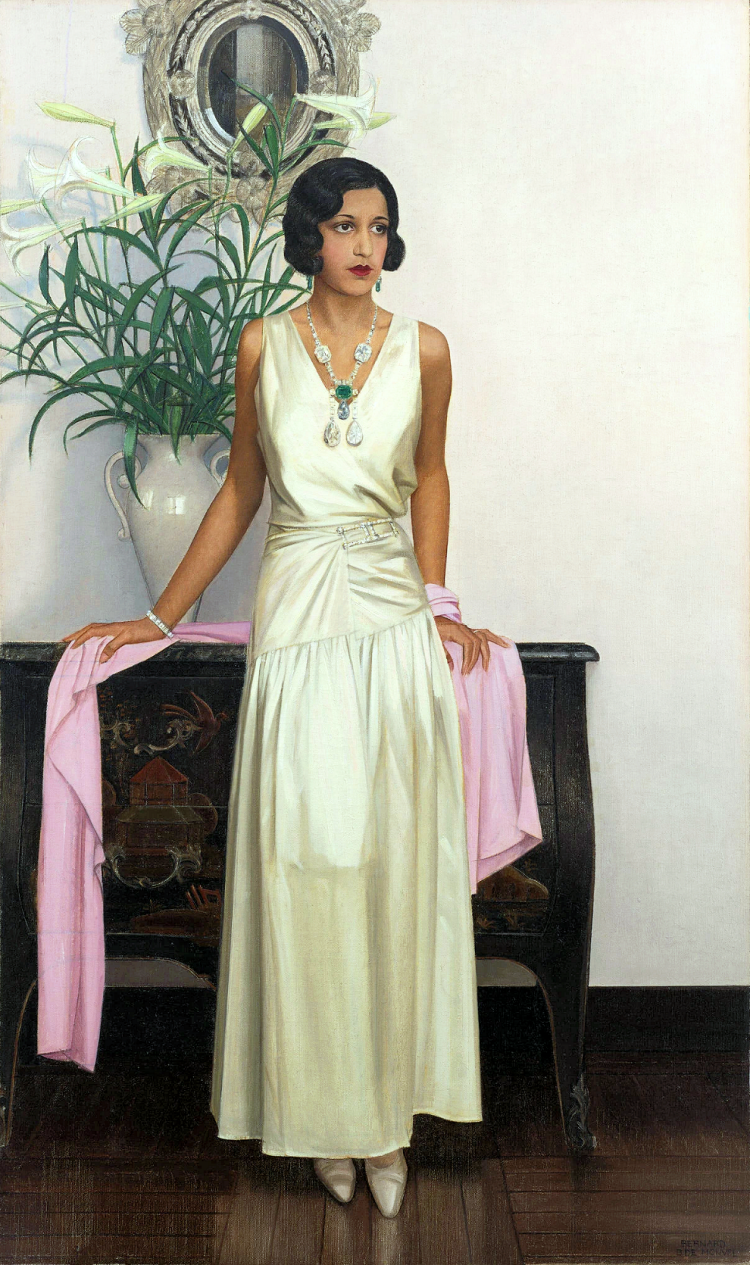
Худ. Бернар Буте де Монвель. Махарани Индора. Портрет, парный к предыдущему
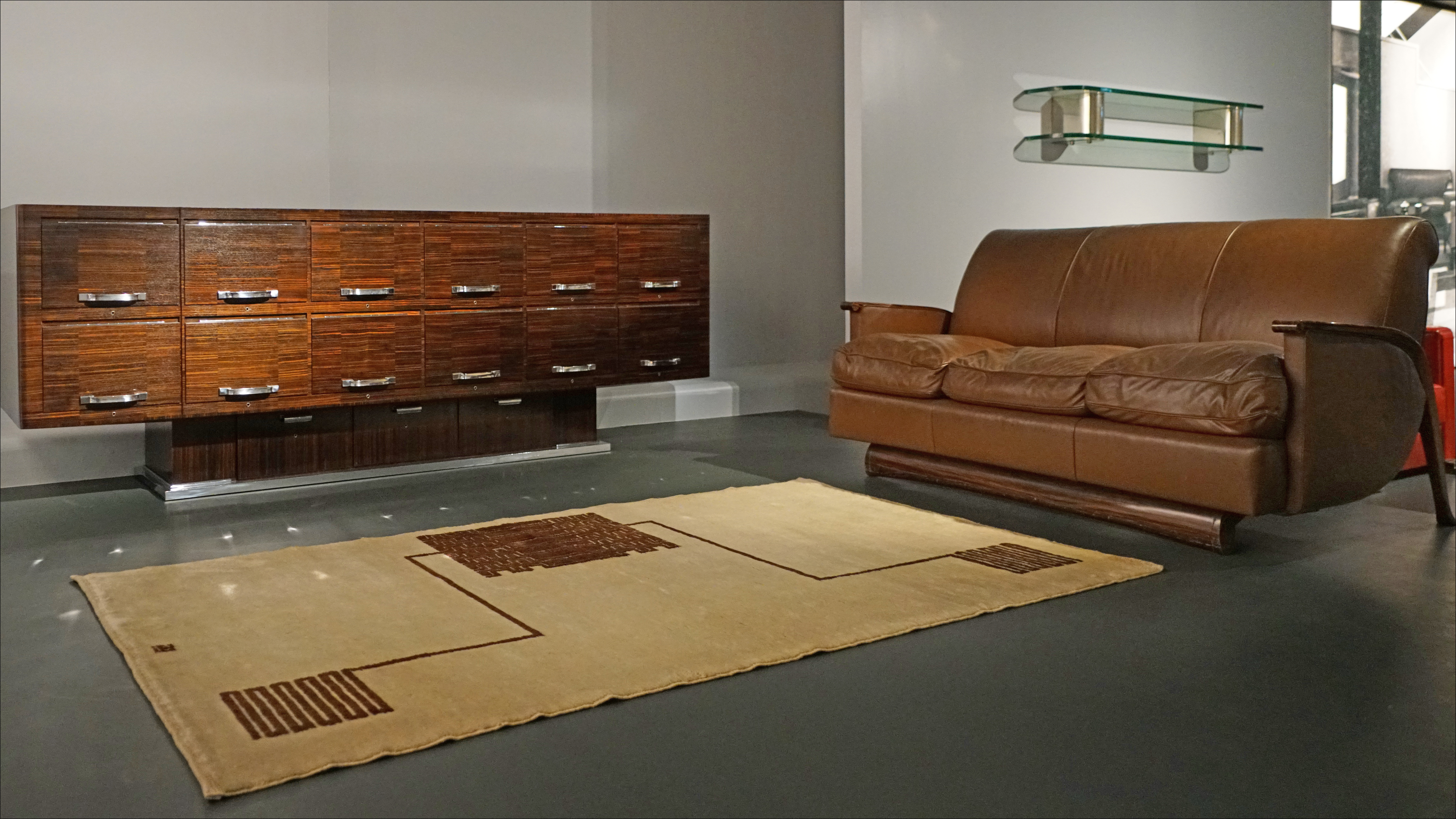
Предметы мебели в стиле ар-деко 1930-х годов из дворца махараджи на выставке в Париже